# Georg Fülberth

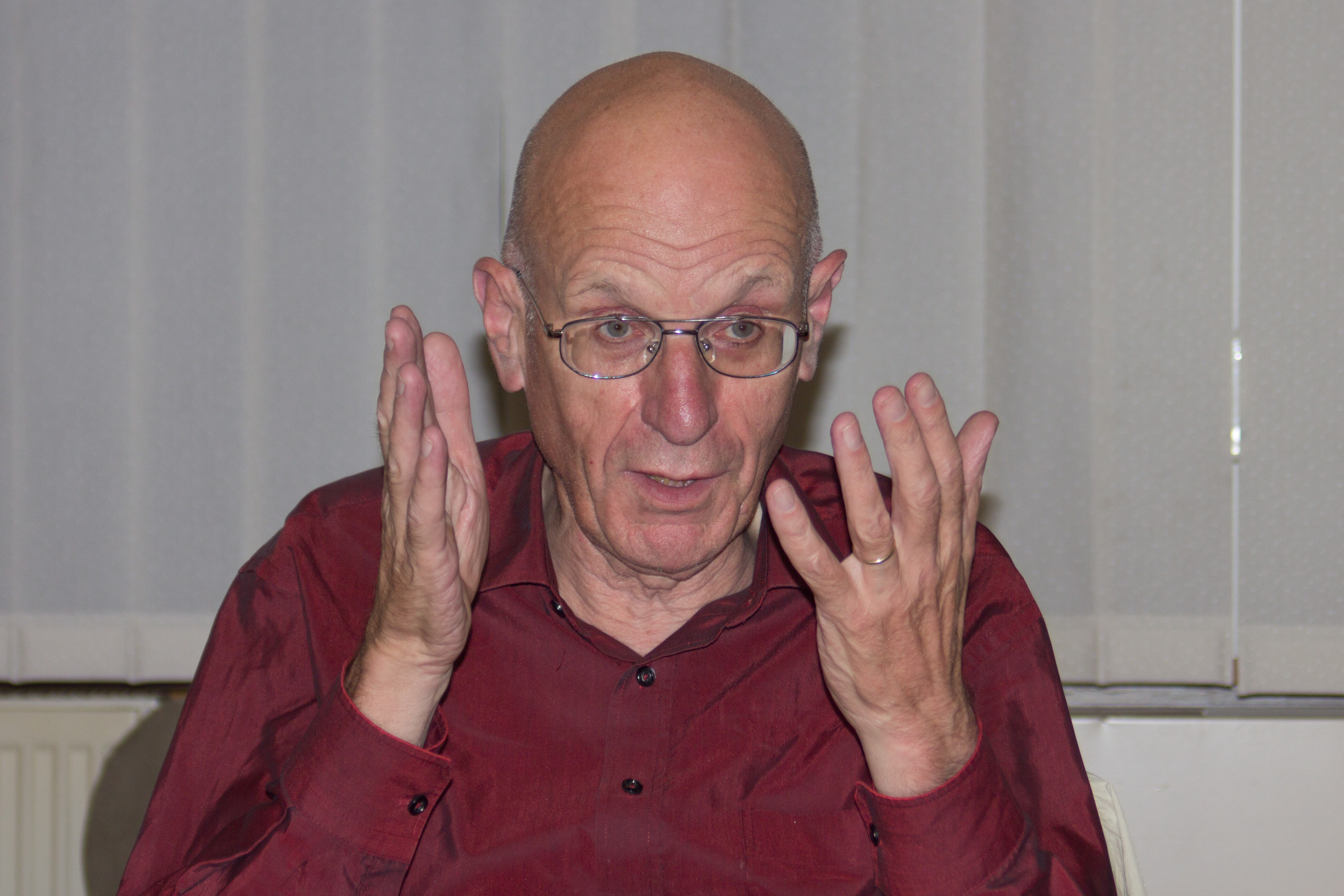
Georg Fülberth, 2011

Georg Fülberth-Sperling (* 25. September 1939 in Darmstadt) ist ein deutscher Politikwissenschaftler.

## Leben
Fülberth studierte von 1959 bis 1964 Germanistik und Geschichte an der Johann Wolfgang Goethe-Universität Frankfurt am Main. 1964 legte er dort das Erste Staatsexamen für das Lehramt ab. Von 1965 bis 1966 studierte er zusätzlich Politische Wissenschaften an der Freien Universität Berlin und an der Philipps-Universität Marburg. Danach ging er für ein Jahr als Lektor nach Finnland. 1967 begann er seine wissenschaftliche Karriere als Verwalter einer Assistentenstelle bei Wolfgang Abendroth am Institut für wissenschaftliche Politik der Universität Marburg. 1970 wurde Georg Fülberth bei Abendroth promoviert, dessen wissenschaftlicher Assistent er im selben Jahr wurde. Fülberth war von 1972 bis 2004 Professor für Politikwissenschaft an der Universität Marburg.
Von 1962 bis 1966 gehörte Fülberth der SPD an, ab 1964 bis zu dessen Selbstauflösung dem SDS. Seit 1974 ist er Mitglied der Deutschen Kommunistischen Partei (DKP), für die er auf kommunaler Ebene in Marburg aktiv war. So war er etwa in den Jahren 1990 bis 1993 Stadtverordneter der DKP in Marburg, 2001–2006 als DKP-Mitglied auf der Liste der PDS Kreistagsabgeordneter in Marburg-Biedenkopf, 2007–2011 ebenfalls als DKP-Mitglied Stadtverordneter der Fraktion „Marburger Linke“ in Marburg (2009–2011 Fraktionsvorsitzender).
Von 1972 bis 1979 und von 1982 bis 1991 war Fülberth Mitglied im Bundesvorstand des Bundes demokratischer Wissenschaftlerinnen und Wissenschaftler (BdWi).
Die Forschungsschwerpunkte Fülberths sind die Theorie und Geschichte des Kapitalismus, die Geschichte der Arbeiterbewegung und die lokale Zeitgeschichte. Er publiziert regelmäßig in der jungen Welt, in Ossietzky, in konkret und gelegentlich im Freitag sowie im Neuen Deutschland und der DKP-Zeitung UZ. Zudem hatte er eine eigene Kolumne in der Zeitschrift Lunapark21. Artikel hieraus erschienen 2019 in der Sammlung Unter der Lupe. Analysen und Betrachtungen zum gewöhnlichen Kapitalismus.
In seinen Büchern beschäftigt sich Fülberth unter anderem mit der Geschichte der Bundesrepublik Deutschland und der Deutschen Demokratischen Republik, der Geschichte des Kapitalismus sowie des Sozialismus.
Fülberth nennt seinen Forschungszweig „Kapitalistik“ und schlägt vor, ein gleichnamiges akademisches Fach zu etablieren. Dieses soll einen Querschnitt zwischen Sozial-, Kultur-, Rechts- und Wirtschaftswissenschaften darstellen und die Eigenschaften des Kapitalismus in Geschichte und Gegenwart erforschen.

## Veröffentlichungen

### Monografien
- Proletarische Partei und bürgerliche Literatur. Auseinandersetzungen in der deutschen Sozialdemokratie der II. Internationale über Möglichkeiten und Grenzen einer sozialistischen Literaturpolitik. Hermann Luchterhand Verlag, Neuwied und Berlin 1972.
- Zusammen mit Jürgen Harrer: Die deutsche Sozialdemokratie 1890–1933. Hermann Luchterhand Verlag, Darmstadt und Neuwied 1974, ISBN 3-472-88002-3.
- Leitfaden durch die Geschichte der Bundesrepublik Deutschland. Pahl-Rugenstein Verlag, Köln 1983, ISBN 3-7609-0841-1.
- Die Beziehungen zwischen SPD und KPD in der Kommunalpolitik der Weimarer Periode 1918/19 bis 1933. Pahl-Rugenstein Verlag, Köln 1985, ISBN 3-7609-5198-8.
- KPD und DKP. Zwei kommunistische Parteien in der vierten Periode kapitalistischer Entwicklung. Diestel Verlag, Heilbronn 1990, ISBN 3-923208-24-3.
- Sieben Anstrengungen, den vorläufigen Endsieg des Kapitalismus zu begreifen. Konkret Literatur-Verlag, Hamburg 1991, ISBN 3-89458-101-8.
- Eröffnungsbilanz des gesamtdeutschen Kapitalismus. Vom Spätsozialismus zur nationalen Restauration. Konkret Literatur-Verlag, Hamburg 1993, ISBN 3-89458-119-0.
- Der große Versuch. Geschichte der kommunistischen Bewegung und der sozialistischen Staaten. Papyrossa Verlag, Köln 1994, ISBN 3-89438-076-4.
- Das Ende als Chance? Überlegungen zum tendenziellen Fall der sozialistischen Bewegung 1988-1998. 2. Bde. Konkret, Hamburg 1998, ISBN 3-930786-15-X u. ISBN 3-930786-17-6.
- G Strich – Kleine Geschichte des Kapitalismus. 7. Auflage, Papyrossa Verlag, Köln 2021, ISBN 978-3-89438-518-7.
- Finis Germaniae. Deutsche Geschichte seit 1945. Papyrossa Verlag, Köln 2007, ISBN 978-3-89438-360-2.
- „Doch wenn sich die Dinge ändern.“ Die Linke. 2. Auflage, Papyrossa Verlag, Köln 2009, ISBN 978-3-89438-383-1.
- Kapitalismus. Papyrossa Verlag, Köln 2010, ISBN 978-3-89438-429-6.
- Sozialismus. Papyrossa Verlag, Köln 2010, ISBN 978-3-89438-430-2. Georg Fülberth: Sozialismus Rezensionen
- "Das Kapital" kompakt. 5. Auflage, Papyrossa Verlag, Köln 2017, ISBN 978-3-89438-452-4.
- Marxismus. Papyrossa Verlag, Köln 2014, ISBN 978-3-89438-542-2.
- Explorationen. Politische Publizistik aus drei Jahrzehnten. Papyrossa Verlag, Köln 2014. ISBN 978-3-89438-575-0
- Friedrich Engels. Papyrossa Verlag, Köln 2018, ISBN 978-3-89438-669-6.
- Unter der Lupe. Analysen und Betrachtungen zum gewöhnlichen Kapitalismus. Papyrossa Verlag, Köln 2019, ISBN 978-3-89438-721-1.
- Geschichte der Bundesrepublik Deutschland. 4., aktualisierte und erweiterte Auflage, Papyrossa Verlag, Köln 2022, ISBN 978-3-89438-500-2.

### Herausgeberschaft
- Eric Hobsbawm: Zwischenwelten und Übergangszeiten. Interventionen und Wortmeldungen. Zusammen mit Friedrich-Martin Balzer. Papyrossa Verlag, Köln 2009, ISBN 978-3-89438-405-0.
- mit Frank Deppe und André Leisewitz (Hg.): Fortschritt in neuen Farben? Umbrüche, Machtverschiebungen und ungelöste Krisen der Gegenwart, Papyrossa, Köln 2022, ISBN 978-3-89438-787-7.

## Nachweise
1. ↑  Georg Fülberth: Kapitalistik – Ein Vorschlag (Memento vom 3. Januar 2005 im Internet Archive), in: Ossietzky 17, 2003.

| Personendaten    | Personendaten                    |
| ---------------- | -------------------------------- |
| NAME             | Fülberth, Georg                  |
| ALTERNATIVNAMEN  | Fülberth-Sperling, Georg         |
| KURZBESCHREIBUNG | deutscher Politikwissenschaftler |
| GEBURTSDATUM     | 25. September 1939               |
| GEBURTSORT       | Darmstadt                        |